# Parafia Ewangelicko-Augsburska w Żarach
Parafia Ewangelicko-Augsburska w Żarach – Ewangelicko-Augsburska parafia w Żarach, należąca do diecezji wrocławskiej. Mieści się przy placu księdza kardynała Wyszyńskiego.

## Historia
Idee Reformacji pojawiły się w Żarach w 1520. Mieszkańcy przyjęli wyznanie ewangelickie, szczególną popularnością protestantyzm cieszył się pośród Łużyczan. W 1539 Saksonia przyjęła oficjalnie luteranizm, a Żary stały się jednym z jego głównych ośrodków. Jedną z osób zasłużonych dla kościoła byś ks. superintendent Erdmann Neumeister, którego utwory poetyckie były wykorzystywane w dziełach Jana Sebastiana Bacha.
W 1548 ks. Miklaws Jakubica na potrzeby użytku ludności wsi Lubanice dokonał tłumaczenia Nowego Testamentu na dialekt żarski języka łużyckiego.
Szyborsice należały do parafii w Żarach. Miejscowość posiadała własną kaplicę na cmentarzu, jednak prowadzono w niej jedynie nabożeństwa pogrzebowe. W związku z powiększeniem nekropolii, 4 kwietnia 1877 rozpoczęto budowę większej świątyni. Nowy kościół poświęcono 1 października 1877, jednak jego wyłącznie pogrzebowa funkcja nie uległa zmianie.
Od 1900 w kościele rozpoczęto prowadzenie również nabożeństw niedzielnych. 1 lipca 1925 stał się świątynią nowo utworzonej, samodzielnej parafii w Szyborsicach, której proboszczem został ks. Pilz. W 1936 wieś włączono do Żar jako dzielnicę Zatorze. Proboszcz Pilz pełnił obowiązki duszpasterza parafii do 1945. 
W 1948 w miejsce dotychczasowej utworzona została parafia polska, której proboszczem został ks. Jan Zajączkowski.
Ostatnia niemieckojęzyczna konfirmacja miała miejsce 4 czerwca 1950, a w Wigilię tego samego roku odbyło się ostatnie niemieckie nabożeństwo. Wierni narodowości niemieckiej zostali wysiedleni 2 stycznia 1951.
Od 1 stycznia 1977 parafia była administrowana przez proboszcza z parafii w Zielonej Górze, stan ten utrzymał się do 1 stycznia 1988, kiedy do Żar skierowano ks. Andrzeja Dyczka. Został on pierwszym powojennym proboszczem zamieszkałym na terenie miasta. Od 1 lutego 2003 stanowisko to pełni ks. Andrzej Dębski.

### Filiał w Żaganiu
Razem z całą Saksonią, w Żaganiu luteranizm oficjalnie przyjęto w 1539, a ewangelicy otrzymali w 1541 pofranciszkański kościół Apostołów Piotra i Pawła. Po przejęciu tych terenów w 1627 przez Albrechta von Wallensteina, do miasta zostali sprowadzeni jezuici i zapoczątkowano kontrreformację. W latach 1651–1668 zborowi ewangelickiemu umożliwiono korzystanie z kościoła św. Krzyża.
Częściowa wolność religijna została przywrócona 27 lipca 1707 na mocy ugody altransztadzkiej, wskutek czego 14 maja 1709 wmurowano kamień węgielny pod kościół łaski, zlokalizowany poza murami miejskimi i obłożony wysokimi kosztami pozwoleń na budowę. Kościół poświęcony został w pierwszą niedzielę adwentu tego samego roku, zostało nadane mu imię Trójcy Świętej. Po 1740 wprowadzono wolność wyznaniową w związku z przejściem miasta pod panowanie Prus. 
W 1900 okręg żagański zamieszkiwało 55.525 osób, z których 46.014 było członkami kościoła ewangelickiego. W 1939 ewangelicy stanowili 81,1% ludności powiatu szprotawskiego, w którego skład wchodził Żagań.
W trakcie II wojny światowej świątynia została uszkodzona. Na skutek jej pogarszającego się stanu, w 1967 została rozebrana. Pozostawiona została jedynie wieża, która została wyremontowana ze środków pochodzących z darowizn parafii ewangelickiej
w Netphen, urzędu miejskiego oraz Unii Europejskiej i utworzono na niej punkt widokowy.
Na początku XXI wieku liczba członków filiału wynosiła kilkanaście rodzin.

## Współczesność
Nabożeństwa w Kościele Aniołów Bożych w Żarach odbywają się w każdą niedzielę oraz w święta. Prowadzone są lekcje religii oraz spotkania młodzieżowe, a także godziny biblijne.
W filiale w Żaganiu nabożeństwa niedzielne sprawowane są według ogłoszeń w kaplicy położonej w budynku przy pl. Królowej Jadwigi 6-6a.